# Arje Eldad
Prof. Arje Eldad, M.D. (hebrejsky אריה אלדד‎, * 1. května 1950) je izraelský lékař, politik a bývalý poslanec Knesetu za alianci Národní jednota, v jejímž rámci vede stranu Hatikva.

## Biografie
Narodil se v Tel Avivu, kde studoval medicínu na Telavivské univerzitě. Jeho otec Jisra'el Eldad byl známým izraelský filosofem, a někdejším vůdcem předstátní revizionistické organizace Lechi. Arje Eldad sloužil v izraelské armádě, kde byl po 25 let starším důstojníkem lékařských sborů a nakonec i vrchním lékařským důstojníkem s hodností brigádního generála (nyní v záloze). V letech 2000 až 2003 byl primářem centra plastického a popáleninového centra v jeruzalémském lékařském centru Hadasa. Je celosvětově uznáván za jím vyvinutou léčbu popálenin, za níž získal Evansovu cenu, udělenou American Burns Treatment Association a je profesorem plastické chirurgie na Hebrejské univerzitě v Jeruzalémě.
Je ženatý, má pět dětí a žije v osadě Kfar Adumim na Západním břehu Jordánu.

### Politická kariéra
Poslancem Knesetu byl poprvé zvolen ve volbách v roce 2003, v nichž kandidoval za Národní jednotu, a po svém zvolení se stal předsedou parlamentního etického výboru. Před plánovaným izraelským jednostranným stažením z Pásma Gazy a severu Západního břehu Jordánu v srpnu 2005, byl Eldad jediným poslancem, který vyzval k nenásilné občanské neposlušnosti, coby taktice v boji proti vládě. Sám se dokonce vydal na cestu z osady Sa-Nur (sever Západního břehu) do osady Neve Dekalim (Pásmo Gazy), aby upoutal pozornost na existující nesouhlas s plánem izraelského stažení.
V únoru 2006 byl společně se svým kolegou Efrajimem Ejtamem zraněn během střetu mezi protestujícími a policií při odstraňování osady Amona. Tato událost vyvolala silnou vlnu kritiky na obou stranách; prozatímní premiér Ehud Olmert obvinil Eldada z podněcování davu k útoku na policii, zatímco Eldad a pravice obvinila Olmerta a policii z bezohledného použití síly.
Po svém znovuzvolení ve volbách v roce 2006 Eldad v srpnu 2007 založil a vedl desetičlenný parlamentní výbor Chomeš. Cílem tohoto výboru bylo prosadit znovuzaložení osady Chomeš, s konečným cílem znovuzaložení všech osad zrušených v roce 2005. V listopadu 2007 oznámil vznik nové sekulárně-pravicové politické strany s názvem Hatikva. V následujících volbách v roce 2009 kandidovala Eldadova strana v rámci aliance Národní jednota a Eldad byl opětovně zvolen poslancem Knesetu.
V roce 2008 předložil ke schválení zákon, který navrhoval vystěhování arabských obyvatel Hebronu, „za účelem ochrany Židů v Hebronu.“ V květnu 2009 naopak předložil návrh zákona, podle nějž by bylo palestinským Arabům dáno jordánské státní občanství a vznikl by palestinský stát v rámci Jordánska; ten vyvolal formální protest jordánského ministra zahraničních věcí.

## Názory
Je členem pravicové organizace Profesoři za silný Izrael. V březnu 2010 se ohradil proti vyjádření britského ministra zahraničních věcí Davida Milibanda, který prohlásil, že izraelské padělání britských pasů je „netolerovatelné,“ když uvedl: „Myslím, že Britové jsou pokrytečtí a nechci urazit psy, protože někteří psi jsou skutečně loajální, ale kdo dal Britům právo nás soudit ve válce proti terorismu?“
V říjnu 2010 se naopak vyjádřil k návštěvě Mahmúda Ahmadínežáda v Libanonu, když uvedl:
| „ | Dějiny by se vyvíjely jiným směrem, kdyby se v roce 1939 nějakému židovskému vojákovi podařilo zastřelit Adolfa Hitlera. Pokud se Ahmadínežád ocitne byť jen na chvíli v hledáčku nějakého izraelského vojáka, je naprosto nutné zabránit tomu, aby se vrátil domů živý (…) Jsem pro preventivní medicínu, která zamezuje vážným nemocem. Tato likvidace by ušetřila hodně životů | “ |